# European Legislation Identifier
De European Legislation Identifier (ELI) is een techniek om binnen Europa alle nationale en Europese wetgeving te catalogiseren, zodat deze juridische informatie vlot online toegankelijk wordt. Via deze inventaris kan wetgeving gemakkelijker vergeleken en verwerkt worden, een groot voordeel voor overheden, juristen, academici en burgers. Het vormt de basis voor een semantisch web van officiële wetgevingsdocumenten en -publicaties.
ELI maakt gebruik van URI-sjablonen die semantische informatie kunnen bevatten van juridische aard, maar ook vanuit het standpunt van de eindgebruiker.

## Opbouw ID
Elke lidstaat gebruikt eigen beschrijvende URI's, die bestaan uit een aantal componenten, waarbij rekening wordt gehouden met specifieke taalvereisten. Alle componenten zijn optioneel, en kunnen geselecteerd worden volgens nationale behoeften. Er is geen vooraf bepaalde orde.
Om het uitwisselen van informatie te vergemakkelijken, dient de gekozen URI-sjabloon toegelicht te worden via het URI sjabloonmechanisme.
De identificatiecode wordt in ELI opgebouwd met de volgende structuur:
```
/eli/{jurisdictie}/{agent}/{sub-agent}/{jaar}/{maand}/{dag}/{type}/{natuurlijke ID}/{niveau 1…}/{tijdstip}/{versie}/{taal}
```

## Metadata
ELI adviseert bovendien om, naast de HTTP URI's die de wetgeving uniek identificeren, ook metadata toe te voegen voor verdere beschrijving.
ELI verzoekt de lidstaten om deze metadata te integreren in hun juridische websites via het Resource Description Framework (RDFa) van het W3C.